# Olli Pihkala
Kaarlo Uolevi (Olli) Pihkala, född 30 juni 1905 i Jyväskylä, död 17 december 1998 i Esbo, var en finländsk agronom och lantbruksforskare. Han var brorson till Lauri Pihkala och ingick 1959 äktenskap med Elisabeth Beaurain-Pihkala.
Pihkala blev student 1923, agronomie och forstkandidat 1930, agronom 1938 samt agronomie och forstlicentiat och agronomie och forstdoktor 1941. Han var föreståndare för Lantbruksstyrelsens statistiska byrå 1937–1948 och professor i lantbrukspolitik vid Helsingfors universitet 1948–1972. Bland hans arbeten märks en avhandling om prisbildningen på ägg i Finland efter första världskriget (1941) och Finska hypoteksföreningens hundraårshistorik (1961).